# Малая Блашта
Малая Блашта (Золотарка; баш. Кесе Болашты) — река в России, протекает по Челябинской области. Устье реки находится в 6,2 км по левому берегу реки Блашта. Длина реки составляет 12 км.

## Данные водного реестра
По данным государственного водного реестра России относится к Камскому бассейновому округу, водохозяйственный участок реки — Уфа от истока до Долгобродского гидроузла, речной подбассейн реки — Белая. Речной бассейн реки — Кама.
Код объекта в государственном водном реестре — 10010200812111100020274.